# Port lotniczy Wuxi-Shuofang
Port lotniczy Wuxi-Shuofang (IATA: WUX, ICAO: ZSWX) – port lotniczy położony w Wuxi, w prowincji Jiangsu, w Chińskiej Republice Ludowej. Obsługuje również sąsiednie obszary Suzhou.
W maju 2023 r. oficjalnie rozpoczęto budowę lotniska cargo oraz część projektu wspierającego drugą drogę kołowania, co było jednocześnie oficjalnym rozpoczęciem rozbudowy lotniska.
14 grudnia 2024 r. roczna przepustowość pasażerów na lotnisku Shuofang po raz pierwszy przekroczyła 10 milionów, stając się drugim lotniskiem w prowincji Jiangsu z roczną przepustowością przekraczającą 10 milionów pasażerów, a także planuje budowę nowego drugiego pasa startowego i przedłużenie pierwszego pasa startowego, nowy terminal T3, kompleksowy węzeł transportowy i inne elementy zostały zatwierdzone przez Administrację Lotnictwa Cywilnego Chin.

## Linie lotnicze i połączenia
| Linia Lotnicza          | Kierunek |
| ----------------------- | --- |
| 9 Air                   | 1. Guangzhou 2. Guiyang 3. Hulun Buir 4. Hengyang 5. Shenyang 6. Xishuangbanna 7. Yingkou |
| Air Travel              | 1. Changchun 2. Changsha 3. Guilin 4. Harbin 5. Hohhot 6. Kunming 7. Lijiang 8. Ordos 9. Shihezi 10. Tongren 11. Turfan 12. Yibin 13. Zhangjiajie 14. Zhuhai                                                                                          |
| China Eastern Airlines  | 1. Pekin-Daxing 2. Changsha 3. Chengdu-Tianfu 4. Chongqing 5. Dalian 6. Guangzhou 7. Harbin 8. Hongkong 9. Jieyang 10. Kunming 11. Makau 12. Qingdao 13. Sanya 14. Seul-Inczon 15. Shenyang 16. Shenzhen 17. Taiyuan 18. Urumczi 19. Xiamen 20. Xi’an |
| China Southern Airlines | 1. Guangzhou 2. Shenzhen |
| Donghai Airlines        | 1. Changchun 2. Shenzhen |
| Jetstar Asia            | 1. Singapur |
| Juneyao Airlines        | 1. Changsha 2. Chengdu-Tianfu 3. Chongqing 4. Guilin 5. Harbin 6. Huizhou 7. Nanning 8. Osaka-Kansai 9. Qingdao 10. Sanya 11. Tokio-Narita 12. Xi’an                                                                                                  |
| Loong Air               | 1. Dalian 2. Lijiang 3. Luzhou 4. Xiangyang |
| Lucky Air               | 1. Kunming |
| Royal Air Philippines   | Czartery: 1. Manila |
| Ruili Airlines          | 1. Chengdu-Tianfu 2. Chongqing 3. Guiyang 4. Kunming 5. Mang 6. Shenzhen 7. Wuhan |
| Shenzhen Airlines       | 1. Pekin 2. Chengdu-Tianfu 3. Chongqing 4. Guangzhou 5. Guiyang 6. Hongkong 7. Huizhou 8. Makau 9. Nanning 10. Osaka-Kansai 11. Quanzhou 12. Seul-Inczon 13. Shenyang 14. Shenzhen 15. Xi’an 16. Yuncheng 17. Zhuhai                                  |
| Sichuan Airlines        | 1. Chengdu-Shuangliu 2. Chongqing |
| VietJet Air             | 1. Nha Trang |
| Vietnam Airlines        | 1. Nha Trang |
| Xiamen Air              | 1. Fuzhou |